# شکوفه در شکوفه
 شکوفه در شکوفه نام یک آلبوم موسیقی به خوانندگی محمد نوری و موسیقی شهرام گلپریان است که توسط نشر هم‌آواز آهنگ منتشر شده است.

## فهرست ترانه‌ها
| ردیف | نام ترانه       | ترانه‌سرا                                   | آهنگساز       | تنظیم‌کننده    |
| ۱    | زمزمه           | کریم فکور                                  | اکبر محسنی    | شهرام گلپریان |
| ۲    | باز آمد         | منوچهر میکده                               | شهرام گلپریان | شهرام گلپریان |
| ۳    | شکوفتن          | یهمن توسی منوچهر میکده                     | منوچهر میکده  | شهرام گلپریان |
| ۴    | خاموشی‌های ساحل  | فروغ فرخزاد                                | شهرام گلپریان | شهرام گلپریان |
| ۵    | رها             | فارسی: سید فرید احمدی آذری: ابراهیم نوارلو | ناصر حسینی    | شهرام گلپریان |
| ۶    | لانهٔ متروک      | رویایی                                     | ناصر حسینی    | شهرام گلپریان |
| ۷    | سرزمین محبوب من | منوچهر میکده                               | ناصر حسینی    | شهرام گلپریان |

## نوازندگان
موسی گنجه‌ای: تار
کامبیز گنجه‌ای: تمبک